# Rod Grams
Rodney Dwight «Rod» Grams (Princeton, Minnesota, 4 de febrero de 1948 - Crown, Minnesota, 8 de octubre de 2013) fue un político de Minnesota. Se desempeñó como republicano, tanto en la Cámara de Representantes de los Estados Unidos y el Senado de los Estados Unidos.

## Primeros años
Gramos nació en Princeton, Minnesota, y asistió al Instituto Brown (1966-1968), Anoka-Ramsey Community College (1970-1972), y Carroll College (1974-1975).